# Użranki (gromada)
Użranki – dawna gromada, czyli najmniejsza jednostka podziału terytorialnego Polskiej Rzeczypospolitej Ludowej w latach 1954–1972.
Gromady, z gromadzkimi radami narodowymi (GRN) jako organami władzy najniższego stopnia na wsi, funkcjonowały od reformy reorganizującej administrację wiejską przeprowadzonej jesienią 1954 do momentu ich zniesienia z dniem 1 stycznia 1973, tym samym wypierając organizację gminną w latach 1954–1972.
Gromadę Użranki z siedzibą GRN w Użrankach utworzono – jako jedną z 8759 gromad na obszarze Polski – w powiecie giżyckim w woj. olsztyńskim na mocy uchwały nr 13 WRN w Olsztynie z dnia 4 października 1954. W skład jednostki weszły obszary dotychczasowych gromad Jora Wielka, Mierzejewo, Notyst Mały, Użranki i Zalec ze zniesionej gminy Ryn w tymże powiecie. Dla gromady ustalono 12 członków gromadzkiej rady narodowej.
1 stycznia 1955 gromadę włączono do powiatu mrągowskiego w tymże województwie, wyrównując w ten sposób charakterystczny rogalikowy kształt powiatu mrągowskiego.
1 stycznia 1969 do gromady Użranki włączono część obszaru wsi Sądry (90 ha) z gromady Ryn w powiecie giżyckim w tymże województwie
Gromadę zniesiono 22 grudnia 1971, a jej obszar włączono do gromad Baranowo (sołectwo Jora Wielka) i Mrągowo (sołectwa Mierzejewo, Notyst Mały, Użranki i Zalec) w tymże powiecie.